# 9. redovita opća skupština Biskupske sinode
Deveta redovita opća skupština Biskupske sinode održana je od 2. listopada do 30. listopada 1994. godine. Tema sinode bila je: Posvećeni život i njegovo poslanje u Crkvi i svijetu.
U radu sinode biskupa sudjelovalo je 245 sinodalnih otaca. Kao predstavnici hrvatskoga episkopata sudjelovali su dubrovački biskup Želimir Puljić i mostarsko-duvanjski biskup Ratko Perić.
Dva posebna tajnika sinode bili su jedan redovnik i jedna redovnica a mešu sinodalnim stručnjacima bio je velik broj redovnika. Služeći se materijalima sa sinode papa Ivan Pavao II. objavio je apostolsku pobudnicu Vita consecrata (1996.).

### Članci
- Vukšić, Tomo. 2006. Teme i način rada generalnih biskupskih sinoda (1967.-2001.). Vrhbosnensia. Univerzitet u Sarajevu – Katolički bogoslovni fakultet. Sarajevo. 10 (1): 49–78